# 海南电网
海南电网，由中国南方电网有限责任公司下属全资子公司海南电网公司所有、运营。

## 技术现状
截止2011年底，海南统调总装机容量355万千瓦，环岛220千伏单回路网架，并通过500kV联网工程与南方电网主网连接。行政村通电率100%。

## 历史
2005年9月超强台风“达维”袭击海南岛，造成海南电网解列，全省大面积停电。